# Erateina gerta
Erateina gerta là một loài bướm đêm trong họ Geometridae.